# Ділова вулиця (Київ)
Ділова́ ву́лиця — вулиця в Голосіївському та Печерському районах міста Києва, місцевість Нова Забудова. Пролягає від вулиці Василя Тютюнника до вулиць Короленківської та Казимира Малевича. 
Прилучаються вулиці Велика Васильківська та Антоновича.

## Історія
Вулиця виникла в 30-ті роки XIX століття під назвою Ділова (від Артилерійського ділового двору, що був розташований між сучасними вулицями Діловою, Василя Тютюнника та Івана Федорова). 
З 1919 року мала назву вулиця Бочковського, на честь українського громадського і політичного діяча Леонарда Бочковського. 
З 1938 року мала назву Димитрова на честь Георгія Димитрова (1882—1949), діяча болгарського та міжнародного комуністичного руху, Генерального секретаря Виконкому Комінтерну (назва підтверджена 1944 року). 
У 2014 році частині вулиці Димитрова (в Голосіївському районі) повернуто історичну назву, у 2015 році до рішення внесено зміни, перейменовано також і частину вулиці в Печерському районі.

## Пам'ятки архітектури та історії
На початку вулиці у XIX століття розташовувався так званий «Діловий двір», де знаходилися військово-господарські споруди (буд. № 1 і № 3). Наприкінці XIX століття тут розмістили казарми 1-го Уральского козацького полку, пізніше — 1-й кінний полк Вільної України війська Української Центральної Ради (1917—1918 роки). Будинок № 1 зведений у 1896 році за проектом міського архітектора Олександра Кривошеєва, тут розміщувалася одна козацька сотня, цейхгауз та полкова хлібопекарня. Будівлю зруйновано у 2007 році.
Будинок № 3 був зведений у 1898 році, у 1912–1913 роках з лівого боку до нього прибудували чотириповерховий об'єм (архітектор Михайло Бобрусов). Тут розташовувалися три козацькі сотні, полкова їдальня та кухня, харчові сховища.

## Установи
- Видавничий дім «Едіпресс Україна» (буд. № 5)
- «Сітібанк Україна» (буд. № 16-Г)

## Зображення

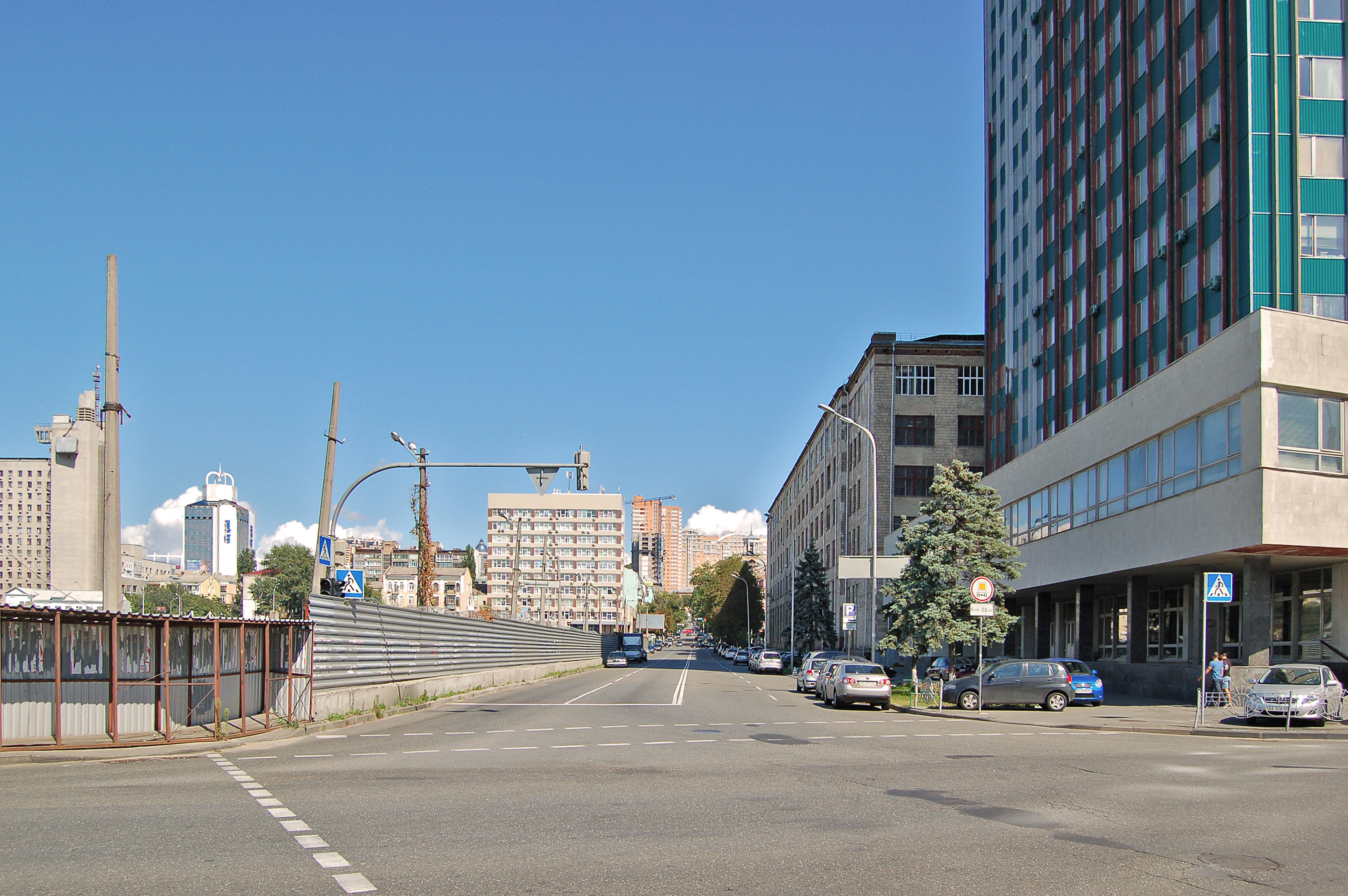
Вигляд вулиці з боку вулиці Казимира Малевича
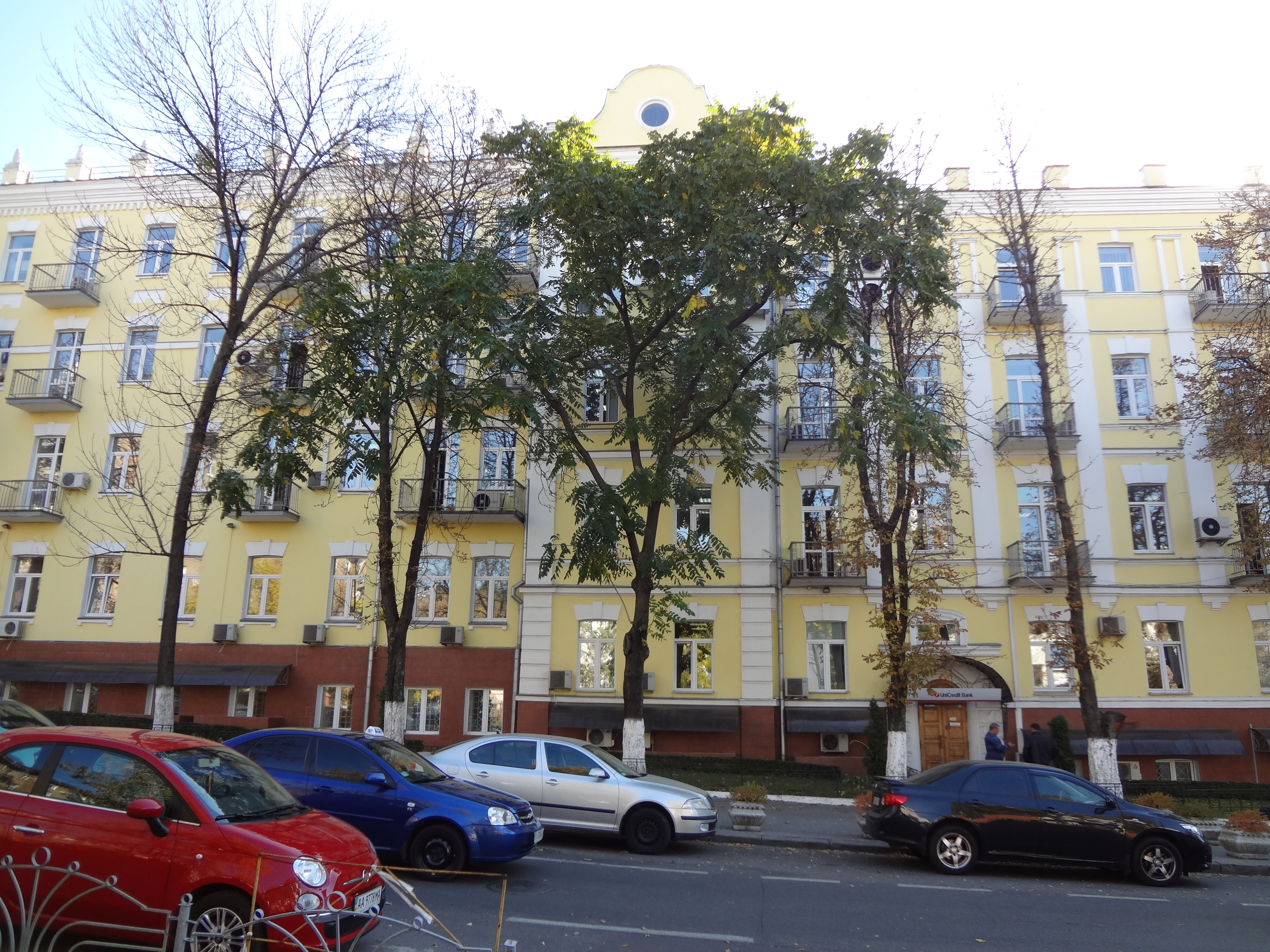
Будинок № 3
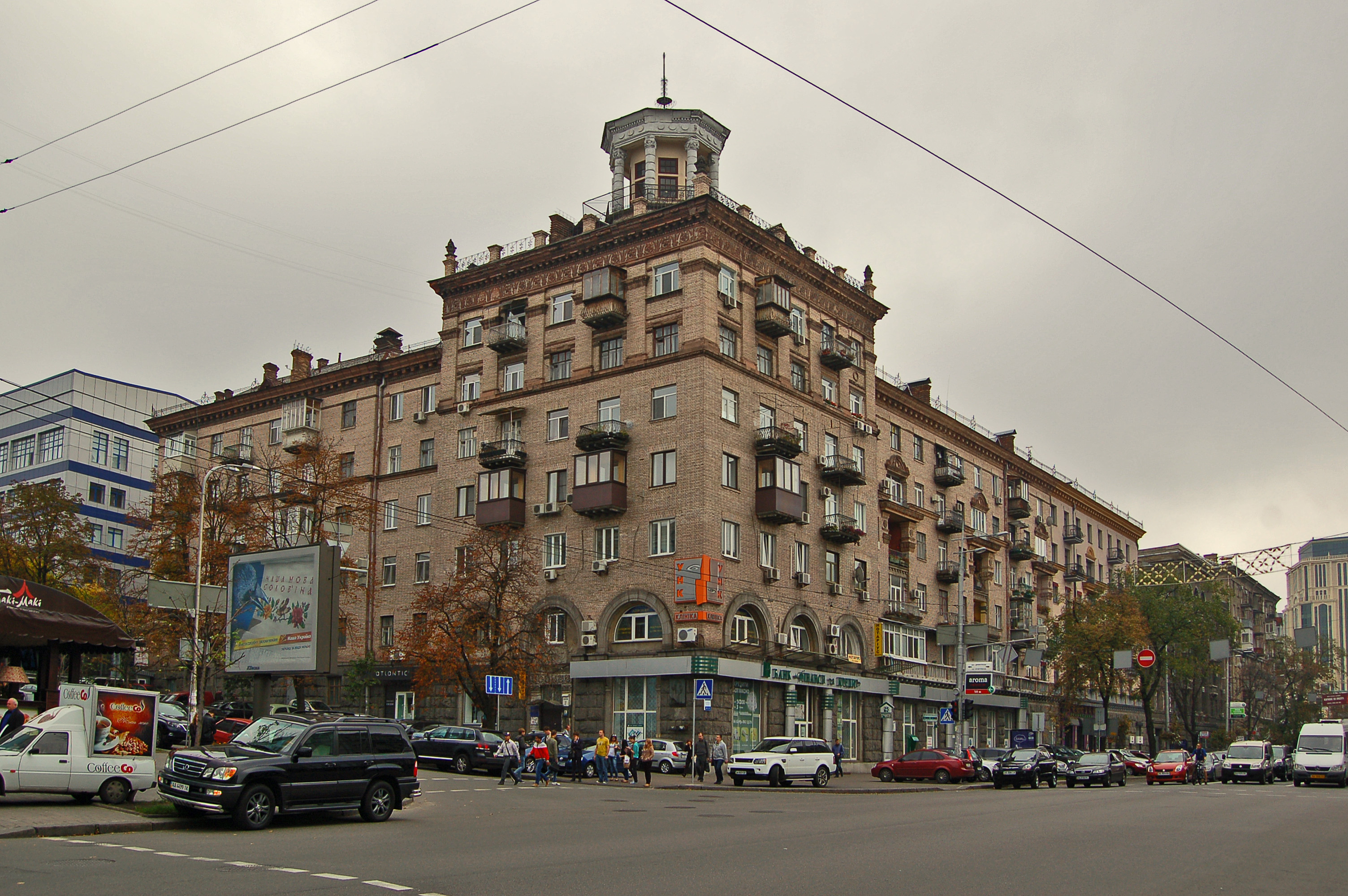
Будинок № 67/7 на розі Великої Васильківської вулиці
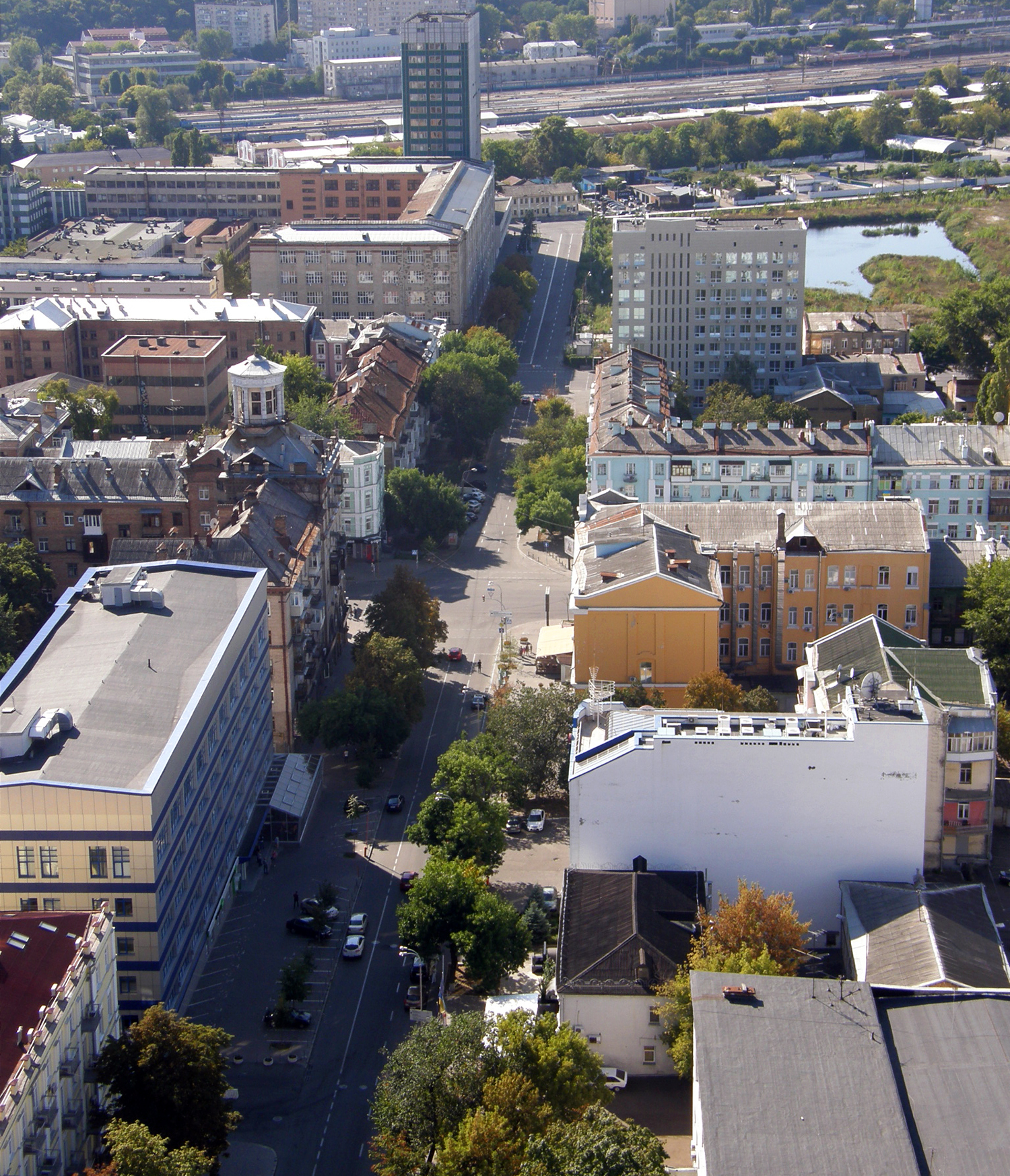
Ділова вулиця з кінця
Анотаційна дошка на честь Георгія Димитрова (демонтовано 2016 року)